# Датско-пакистанские отношения
Датско-пакистанские отношения — двусторонние дипломатические отношения между Данией и Пакистаном.

## История
2 июня 2008 года террорист-смертник на заминированном автомобиле привёл в действие взрывное устройство находясь возле посольства Дании в Пакистане. Автомобиль со смертником сдетонировал на стоянке посольства, убив шесть человек и причинив увечья ещё 24. Сотрудники датской внешней разведки пришли к выводу, что группировка Аль-Каида стояла за этим нападением.
Примерно 20000 пакистанцев живут и работают в Дании, что делает их пятой по величине диаспорой в стране. Шесть человек пакистанского происхождения служат в местных парламентах, являясь второй по величине иммигрантской группой среди чиновников страны.